# Изар
Изар је река која извире у аустријским Алпима (Карвендел) и тече кроз Тирол (32 km) и Баварску (263 km). Има укупну дужину од 295 km и слив површине 8.370 km². Средњи проток воде је 175 m³/s. Четврта је највећа река у Баварској.
Најзначајнији град на реци Изар је Минхен.
У прошлости је река често плавила своје обале, али је од 1950-их регулисана браном.
Име реке вероватно потиче од келтске речи за бујицу.